# Sport Vereniging Excelsior
Sport Vereniging Excelsior é um clube de futebol surinamês sediado em Meerzorg, no Suriname.